# Wurlgrund

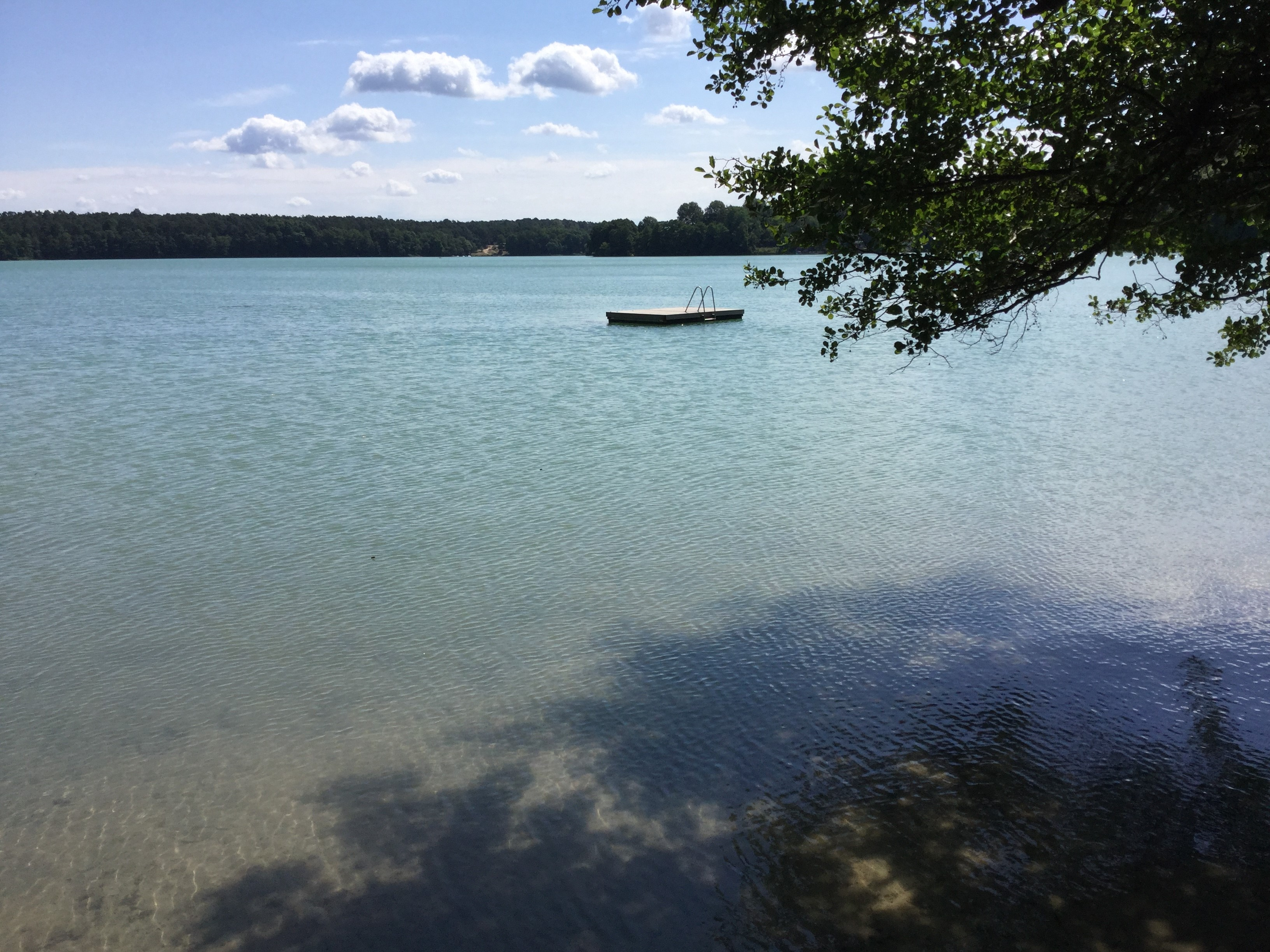
Öffentlicher Badestrand am Wurlgrund

Der Wurlgrund ist ein Wohnplatz des Lychener Ortsteils Retzow am Rande im nordöstlichen Teil des Landes Brandenburg im Landkreis Uckermark. Der Wurlgrund liegt direkt am Wurlsee und ca. 3 km nordwestlich des Zentrums von Lychen.

## Geschichte
Die erste Besiedlung des Gebietes erfolgte um 1920/21. Während der ersten Bebauung kam es zur Insolvenz des Investors. Der Inhaber des in Lychen ansässigen Sägewerkes Gustav Barnewitz erwarb die Gebäude für seine Mitarbeiter. Am 7. Juli 1926 wurde die zur Landgemeinde Retzow im Kreis Templin gehörende Haus- und Grundbesitzerverein  Wurlgrund e.B. in Landhauskolonie Wurlgrund umbenannt.
Der Wurlgrund gehörte als Wohnplatz zum Dorf Retzow, welches zum 31. Dezember 2001 zusammen mit Beenz und Rutenberg in die Stadt Lychen eingegliedert wurde.

## Tourismus
Die Besiedlung ist geprägt durch Wohngebäude, Bungalows und touristische Einrichtungen wie Pensionen und den Naturcampingpark Rehberge. Der anliegende Wurlsee gilt als offizieller Badesee mit ausgezeichneter Wasserqualität.